# Thomas Römer
Pour les articles homonymes, voir Römer.
Pour l'auteur de jeux de rôle, voir Thomas Römer (auteur).
Thomas Christian Römer, né le 13 décembre 1955 à Mannheim, est un exégète, philologue et bibliste suisse, d'origine allemande, professeur au Collège de France depuis 2007. Après avoir enseigné à l'université de Genève, il devient professeur d'Ancien Testament à l'université de Lausanne. Au Collège de France, il occupe à partir de 2007 la chaire « Milieux bibliques », et devient l'administrateur du Collège en 2019.

## Biographie

### Carrière
Thomas Römer naît le 13 décembre 1955 à Mannheim. Sa famille paternelle, de petits commerçants, vient de Poméranie, celle maternelle, d'origine paysanne, vient de Silésie,. Il est élevé au sein d'une famille protestante pratiquante, et se passionne très tôt pour l'Ancien Testament, intrigué notamment par ses paradoxes. Se rêvant professeur de langues, il est dirigé par un conseiller d'orientation (à l'instar de ce qui se pratique régulièrement alors en Allemagne), vers la théologie, bien qu'il ne nourrisse pas de vocation particulière.
Il accomplit des études de théologie et de science des religions aux facultés de théologie des universités de Heidelberg et de Tübingen. Il étudie l'hébreu biblique, l'ougaritique et d'autres langues sémitiques, notamment sous la direction de Rolf Rendtorff, professeur d'Ancien Testament à Heidelberg, qui l'encourage à développer une thèse sur la question des Patriarches dans le Deutéronome et l'histoire deutéronomiste. Lors de la préparation de celle-ci à Paris où il arrive en 1980, il fréquente l'École pratique des hautes études, l'Institut catholique de Paris et l'Institut protestant de théologie — où il a pour professeur l'exégète Françoise Smyth-Florentin — et obtient son doctorat en 1988.
Cette thèse exhaustive, intitulée Israels Väter et combinant approches structuraliste et historico-critique, s'inscrit dans la poursuite des travaux de John Van Seters. Elle postule la visée polémique des rédacteurs du Deutéronome à l'encontre de certains milieux judéens et que le Pentateuque est le fruit d'une tentative d'unification entre deux factions internes au judaïsme post-exilique. Le clivage sépare les exilés rentrés de Babylone des juifs restés au pays, et dont les visions s'expriment respectivement à travers la tradition des Patriarches et celle de l'Exode. Cette thèse innove notamment en suggérant que les pères mentionnés dans le Deutéronome sont ceux de l'Exode et non les Patriarches, que le rédacteur deutéronomiste considère que le seul et vrai Israël se trouve dans la Golah, c'est-à-dire chez les exilés babyloniens, et que les Patriarches Abraham, Isaac et Jacob ne sont apparus dans le Deutéronome que lors de la rédaction finale du Pentateuque.
Pasteur stagiaire de l'Église réformée de France, il est nommé en 1983 aumônier à l'université de Nancy où il anime des cours à l'attention des étudiants étrangers, poste qu'il abandonne par manque de vocation.
À l'invitation d'Albert de Pury, rencontré à Paris, Thomas Römer rejoint l'université de Genève où il devient maître d'enseignement et de recherche à la faculté de théologie de 1989 à 1991, avant d'y enseigner la philologie biblique et l'exégèse biblique jusqu'en 1993.

#### Université de Lausanne
À partir de 1993, il est professeur de Bible hébraïque à la faculté de théologie et de science des religions de l'université de Lausanne, ainsi qu'à l'Institut romand des sciences bibliques (IRSB) qui lui est rattaché. Il est doyen de l'université de Lausanne de 1999 à 2003. Cette même année, il est contacté par les autorités françaises, quand Jacques Chirac tente d'éclaircir les allusions de George W. Bush aux prophéties bibliques sur « Gog et Magog » quelques semaines avant l'invasion de l'Irak, auxquelles il remet une note biblique sur cette prophétie de type apocalyptique,.

#### Collège de France
En 2007, à l'invitation de l'assyriologue Jean-Marie Durand, Thomas Römer est nommé professeur au Collège de France où il occupe la chaire « Milieux bibliques » : c'est la première fois que le terme « Bible » figure dans l'intitulé d'un programme de recherche du Collège de France.
Depuis 2013, il dirige l’UMR 7192 « Proche-Orient-Caucase : langues, archéologie, cultures ». Devenu vice-président de l’assemblée des professeurs du Collège de France en 2015, il est élu l'année suivante associé étranger de l’Académie des inscriptions et belles-lettres, au fauteuil du médiéviste Peter Lewis,.
Ses travaux ont contribué à profondément renouveler la compréhension de la formation et de la datation du Pentateuque, ainsi que de la constitution des traditions juives sur Abraham et Moïse en particulier. Ainsi, son ouvrage The So-Called Deuteronomistic History, édité en anglais en 2005 et traduit dans plusieurs langues, marque un jalon dans l'histoire de la recherche deutéronomiste. En janvier 2019, il fait la couverture de la revue de vulgarisation scientifique Sciences et Avenir pour ses travaux philologiques et archéologiques sur l'Arche d'alliance et pour sa participation aux fouilles sur le site archéologique de Kiriath Yearim (près d'Abou Gosh en Israël).
Le 1er septembre 2019, il est nommé administrateur du Collège de France, à la suite de son élection par l’Assemblée du Collège de France,. Il succède à Alain Prochiantz. De nationalités allemande et suisse, il devient le premier étranger à diriger le Collège de France, à l'issue de la première élection ouverte au sein des quarante-cinq enseignants de l'institution pour un poste jusque-là attribué par cooptation de l'administrateur sur le départ. Il est renouvelé à ce poste le 22 août 2022 par décret du président de la République.

### Approche historico-critique
Thomas Römer adopte une approche académique qui allie critique historique, analyse littéraire et philologique des textes vétérotestamentaires. Parfois appuyé par l'archéologie, il cherche à déceler les circonstances sociales, politiques ou culturelles qui sont le cadre de la pensée religieuse qu'ils génèrent (le Sitz im Leben), indépendamment de l'impact ou de lectures théologiques contemporains. Il relève que la rédaction des textes bibliques constitue une forme de synthèse entre des conceptions identitaires et des conceptions théologiques assez différentes. Il pense que cette approche, qui parfois heurte les représentations traditionnelles, peut servir tant aux athées qu'aux croyants dans leur réflexions sur les enjeux actuels.

## Publications principales
- Bibliographie complète (1984-2023) : sur le site du Collège de France.

### Ouvrages
- (de) Thomas Römer, Israels Väter : Untersuchungen zur Väterthematik im Deuteronomium und in der deuteronomistischen Tradition, Fribourg/Göttingen, Academic Press/Vandenhoeck & Ruprecht, coll. « Orbis Biblicus et Orientalis » (no 99), 1990.
- Thomas Römer et Jean-Daniel Macchi, Guide de la Bible hébraïque : La critique textuelle dans la Biblia Hebraica Stuttgartensia (BHS), Genève, Labor et Fides, 1994.
- Thomas Römer, Dieu obscur : Le sexe, la cruauté et la violence dans l’Ancien Testament, Genève, Labor et Fides, coll. « Essais Bibliques » (no 27), 1998 (1re éd. 1996).
- Thomas Römer, Le peuple élu et les autres : L’Ancien Testament entre exclusion et ouverture, Poliez-le-Grand, Éditions du Moulin, 1997.
- Thomas Römer, Les chemins de la sagesse : Proverbes, Job, Qohéleth, Poliez-le-Grand, Éditions du Moulin, 1999.
- Thomas Römer, Moïse « lui que Yahvé a connu face à face », Paris, Gallimard, coll. « Découvertes Gallimard / Religions » (no 424), 2002.
- Thomas Römer, Jérémie : Du prophète au livre, Poliez-le-Grand, Éditions du Moulin, 2003.
- Thomas Römer et Loyse Bonjour, L'homosexualité dans le Proche-Orient ancien et la Bible, Genève, Labor et Fides, coll. « Essais bibliques » (no 37), 2005.
- (en) Thomas Römer, The So-Called Deuteronomistic History, Londres, Continuum International Publishing Group, 2006.
- Thomas Römer (trad. F. Smyth), La première histoire d'Israël : L'École deutéronomiste à l'œuvre, Genève, Labor et Fides, coll. « Le Monde de la Bible » (no 56), 2007.
- Thomas Römer, Psaumes interdits, Aubonne, Éditions du Moulin, 2007.
- Thomas Römer, Les Cornes de Moïse : Faire entrer la Bible dans l'histoire (leçon inaugurale de Thomas Römer au Collège de France, prononcée le 5 février 2009), Paris, Fayard, 2009 (lire en ligne).
- Thomas Römer, Jean-Marie Durand et Jean-Pierre Mahé, La faute et sa punition dans les sociétés orientales, Louvain, Peeters, 2013.
- (en) Thomas Römer et Philip R. Davies, Writing the Bible : Scribes, Scribalism and Script, Durham, Acumen Publishing, 2013.
- Thomas Römer, L’Invention de Dieu, Paris, Seuil, coll. « Les Livres du nouveau monde », 2014 recension ici
- Thomas Römer, La Bible, quelles histoires ! : Les dernières découvertes, les dernières hypothèses, Genève, Labor et Fides, 2014 (ISBN 978-2-8309-1541-9).
- Thomas Römer, Moïse en version originale : Enquête sur le récit de la sortie d’Égypte, Bayard/Labor et Fides, 2015 (ISBN 978-2-8309-1584-6).
- Thomas Römer et Léonie Bischoff, Naissance de la Bible : comment elle a été écrite, Bruxelles, Le Lombard, coll. « La Petite Bédéthèque des savoirs » (no 23), 2018, 79 p. (ISBN 978-2-8036-7101-4).
- Thomas Römer et Israël Finkelstein, Aux origines de la Torah : Nouvelles rencontres, nouvelles perspectives, Montrouge, Bayard, 2019, 260 p. (ISBN 978-2-227-49470-1).
- Thomas Römer, L'Ancien Testament, Paris, Presses universitaires de France, coll. « Que sais-je ? », 2019, 126 p. (ISBN 978-2-13-081467-2).
- Thomas Römer et Jacqueline Chabbi (entretiens avec Jean-Louis Schlegel), Dieu de la Bible, dieu du Coran : Dialogue, Le Seuil, 2020, 304 p. (ISBN 978-2-02-142136-1).
- Thomas Römer et Frédéric Boyer, Une Bible peut en cacher une autre : Le conflit des récits, Montrouge, Bayard, 2021, 250 p. (ISBN 978-2-227-49945-4).
- Thomas Römer, Psaumes interdits : Du silence à la violence de Dieu, Paris, Cerf, coll. « Lexio », 2022, 128 p. (ISBN 9782204135108).
- Thomas Römer, Genèse 11,27–25,18 : L’histoire d’Abraham, Labor et Fides, coll. « Commentaire de l'Ancien Testament », 2023, 400 p. (ISBN 978-2-8309-1821-2).
- Thomas Römer, La Bible, qu'est-ce que ça change ?, Labor et Fides, 2025, 128 p. (ISBN 978-2-8309-1884-7).

### Directions d'ouvrages
- avec A. de Pury et J.-D. Macchi, Israël construit son histoire. L’historiographie deutéronomiste à la lumière des recherches récentes, Genève, Labor et Fides (Le Monde de la Bible 34), 1996
  - avec A. de Pury, « L'historiographie deutéronomiste (HD). Histoire de la recherche et enjeux du débat », p. 9-120
  - « Y a-t-il une rédaction deutéronomiste dans le livre de Jérémie ? », p. 419-441
- Abraham. Nouvelle jeunesse d'un ancêtre (Essais bibliques 28), Labor et Fides, Genève, 1997
  - « Qui est Abraham ? Les différentes figures du patriarche dans la Bible hébraïque », p. 13-33
- avec A. H. W. Curtis, The Book of Jeremiah and Its Réception - Le livre de Jérémie et sa réception (BTHL 128), Peeters, Leuven, 1997
- avec J.-D. Macchi, Jacob. Commentaire à plusieurs voix de Gen. 25-36. Mélanges offerts à Albert de Pury (Le Monde de la Bible 44), Labor et Fides, Genève, 2001
  - « Genèse 32,2-22 : préparations d'une rencontre », p. 181-196
- avec J.-D. Macchi et C. Nihan, Introduction à l’Ancien Testament (Le Monde de la Bible 49), Labor et Fides, Genève, 2004
  - « La formation du Pentateuque : histoire de la recherche », p. 67-84
  - avec C. Nihan, « Le débat actuel sur la formation du Pentateuque », p. 85-113
  - « Nombres », p. 196-210
  - « L'histoire deutéronomiste (Deutéronome-2 Rois) », p. 234-250
  - « Josué », p. 251-263
  - « Jérémie », p. 345-358
  - « Osée », p. 383-398
- Philippe Borgeaud (éd.), Thomas Römer (éd.) et Youri Volokhine (éd.), Interprétations de Moïse : Égypte, Judée, Grèce et Rome, Leiden, Brill, 2010, 303 p. (ISBN 978-90-04-17953-0)
- Jean-Daniel Macchi, Christophe Nihan, Thomas Römer Römer et Jan Ruckl (éds.), Les recueils prophétiques de la Bible : Origines, milieux, et contexte proche-oriental, Genève/Paris, Labor et Fides, coll. « Le Monde de la Bible » (no 64), 2012, 548 p. (ISBN 978-2-8309-1436-8)
- Diana Edelman, Philip Davies, Christophe Nihan et Thomas Römer (éds.) (trad. de l'anglais), Clés pour le Pentateuque : État de la recherche et thèmes fondamentaux, Genève/Paris, Labor et Fides, coll. « Le Monde de la Bible » (no 65), 2013, 238 p. (ISBN 978-2-8309-1518-1, lire en ligne)

## Vidéographie
- La Bible dévoilée, réal. Thierry Ragobert, éditions Montparnasse, France, 2006
- L'invention de l'Occident, réal. Pierre-Henry Salfati, Arte France, 2013
- L'Arche d'alliance, aux origines de la Bible, réal. Thierry Ragobert, Gedeon Programmes, France, 2020

## Distinctions

### Décorations
- Chevalier de la Légion d'honneur (2019)[30] ;
- Chevalier de l'ordre des Palmes académiques (2021)[1] ;
- Commandeur de l'ordre des Arts et des Lettres (2022)[31].

### Récompenses académiques
- Prix d’histoire des religions de la Fondation « Les amis de Pierre-Antoine Bernheim » (2014)[32] pour l'ouvrage L'Invention de Dieu
- Prix culturel de la fondation Leenaards (2015)[33] :
- Docteur honoris causa de l'université de Tel-Aviv (2015)[34] dont il est Sackler Scholar depuis 2012[18] ;
- Médaille de l’Université de Lausanne (2021)[1] ;
- Docteur honoris causa de l'université catholique de Lyon (2022)[35].